# Ecklohn
Der Ecklohn (auch Eckgehalt, Eckentgelt) dient bei Tarifverhandlungen stellvertretend für die anderen Tariflöhne den Tarifparteien als Verhandlungsgegenstand.
Dabei ist der Ecklohn als Orientierungsgröße stets der für einen über 21 Jahre alten Facharbeiter der untersten Lohn-, Gehalts- oder Tarifgruppe festgesetzte Normallohn, aus dem sich durch prozentuale Zu- und Abschläge die Tariflöhne für andere Gruppen berechnen lassen.
In verschiedenen Tarifgebieten bzw. Branchen werden mittlerweile allerdings alle Lohngruppen einzeln festgelegt, so dass der Ecklohn seine Bedeutung verloren hat. Allerdings findet der oben beschriebene Ecklohn dennoch weiterhin Verwendung in der Vertragsgestaltung (z. B. Preisgleitklauseln in längerfristigen Werk- oder Dienstleistungsverträgen).